# Negimaki
El negimaki (japonès: ねぎ巻き) és un plat japonès que consisteix en rostit de bou marinat dins la salsa teriyaki complementat amb negi, és a dir, ceba d'hivern.
L'origen del plat es remunta a la dècada del 1960, al Restaurant Nipó de Manhattan, després que Craig Claiborne, crític culinari del New York Times, suggerís un plat de bou per tal d'atreure la clientela del país, car aleshores l'establiment solament servia peix. Segons Nobuyoshi Kuraoka, l'inventor del negimaki, es tracta d'una variant d'un plat tradicional fet a base de túnid.